# Camilla Cavendish
Pour les articles homonymes, voir Cavendish.
Hilary Camilla Cavendish, baronne Cavendish de Little Venice (née le 20 août 1968) est une journaliste britannique, Senior Fellow à l'Université Harvard et ancienne Directrice des Politiques du Premier Ministre David Cameron. Cavendish est nommée membre conservateur de la Chambre des lords dans les honneurs de la démission de Cameron, mais quitte le parti en décembre 2016 pour siéger en tant que pair non affilié.

## Jeunesse et éducation
Camilla Cavendish fait ses études au lycée de Putney et est diplômé du Brasenose College, Oxford en 1989 avec un diplôme de première classe en philosophie, politique et économie. À l'université, elle est une contemporaine de David Cameron, Andrew Feldman, Guy Spier et Amanda Pullinger et Bill O'Chee. Elle est boursière Kennedy pendant deux ans à la John F. Kennedy School of Government de l'Université Harvard, obtenant le diplôme de maîtrise en administration publique (MPA).

## Carrière
De 2002 à 2012, elle travaille au Times où elle est rédactrice adjointe, chroniqueuse et en 2010 rédactrice en chef. Elle rejoint ensuite le Sunday Times de 2012 à mai 2015. Elle travaille comme consultante en gestion chez McKinsey et en tant qu'assistante du PDG de Pearson.
Elle aide à fonder le groupe de pression London First et est la première PDG du groupe à but non lucratif South Bank Employers 'Group, qui orchestre la régénération de la rive sud de la Tamise à la fin des années 1990.
De mai 2015 à juillet 2016, Cavendish dirige l'unité politique du Premier ministre au No10 Downing Street, succédant à Jo Johnson. Parmi les initiatives, Cavendish est créditée d'avoir persuadé le Premier ministre et son chancelier des avantages d'une taxe sur le sucre; elle dit que "le lien entre les boissons sucrées et l'obésité est clair et net". La taxe sur l'industrie des boissons sans alcool est entrée en vigueur en avril 2018.
HarperCollins publie le premier livre de Cavendish Extra Time en mai 2019.

## Récompenses
Elle reçoit le Prix Paul Foot 2008 pour le journalisme de campagne et en 2009 le "Journaliste de campagne de l'année" aux British Press Awards. Cavendish remporte les prix pour ses articles dans le Times sur les injustices en matière de protection de l'enfance qui, selon elle, résultaient de la loi de 1989 sur les enfants et des pratiques des tribunaux de la famille traitant des questions de protection de l'enfance. La campagne a convaincu le secrétaire d'État à la justice Jack Straw d'introduire une loi qui a ouvert les tribunaux de la famille aux médias en 2009.

## Carrière politique
Cavendish devient administratrice du groupe de réflexion Policy Exchange en 2002 et est administrateur du Thames Festival Trust entre 2000 et 2007. Le 3 juin 2013, elle est nommée membre du conseil d'administration de la Care Quality Commission.
En 2013, Jeremy Hunt, secrétaire d'État à la Santé, demande à Camilla Cavendish de diriger un «examen indépendant des assistants de santé et des travailleurs de soutien dans le NHS et les services sociaux». La revue Cavendish est publiée en juillet 2013. Parmi les recommandations figurent des «normes de formation communes dans les domaines de la santé et des services sociaux» et un nouveau «certificat de soins fondamentaux», rédigé dans un langage significatif pour les patients et le public. Pour la première fois, cela relie la formation des assistants de santé à la formation des infirmières. En 2013, Cavendish devient également administratrice du Foundation Years Trust présidé par Frank Field.
Elle est nommée pour une pairie à vie dans le cadre des honneurs de démission de David Cameron et est créée baronne Cavendish de Little Venice, de Mells dans le comté de Somerset, le 6 septembre 2016. Après avoir obtenu un poste non identifié qui l'oblige à rompre tout lien avec le parti, elle quitte le groupe conservateur en décembre 2016 pour siéger à la Chambre des lords comme pair non affiliée. Elle est une contributrice régulière à l'émission Today de BBC Radio 4 en 2017.
Cavendish est nommée présidente de Frontline en 2017. En 2018, elle est nommée Senior Fellow au Mossavar-Rahmani Center for Business and Government, Harvard Kennedy School.
En 2020, Cavendish est rappelée au gouvernement en tant que conseiller du ministère de la Santé et a dirige un examen interne de l'avenir des soins sociaux et de la réforme de la santé.

## Vie privée
Cavendish est mariée au financier Huw van Steenis et ils ont trois enfants.
Son père est l'historien Richard Cavendish.